# Camilla Herrem
Camilla Herrem, née le 8 octobre 1986 à Sola, est une handballeuse internationale norvégienne évoluant au poste d'ailière gauche.
Avec l'équipe nationale de Norvège, elle est notamment sextuple championne d'Europe, triple championne du monde et double championne olympique.

## Biographie
Camilla Herrem fait ses débuts en première division norvégienne à l'âge de 16 ans avec le club de Sola HK.
À partir de 2006 elle joue Byåsen IL à Trondheim. En 2014, elle quitte Trondheim pour rejoindre le club roumain du HCM Baia Mare. La saison suivante elle pose ses valises dans le Jutland central du Danemark où elle remplace Ann Grete Nørgaard partie à Viborg HK. Ainsi en juin 2015 elle signe un contrat d'une année avec Team Tvis Holstebro où elle retrouve Silje Solberg sa coéquipière en équipe nationale de Norvège.
Avec l'équipe nationale de Norvège, elle remporte son premier championne d'Europe en  championnat d'Europe 2008 puis est élue meilleure ailière gauche du Championnat du monde 2009. Deux ans plus tard, elle devient championne du monde puis remporte son premier titre olympique en 2012.

### Vie privée
Mariée depuis juillet 2013 au handballeur norvégien Steffen Stegavik (en), Herrem donne naissance à un fils, Theo, le 7 juillet 2018. Le 5 mars 2023, Herrem donne naissance à son second garçon et retrouve le terrain avec le Sola HK contre Storhamar seulement 24 jours plus tard.

## Palmarès

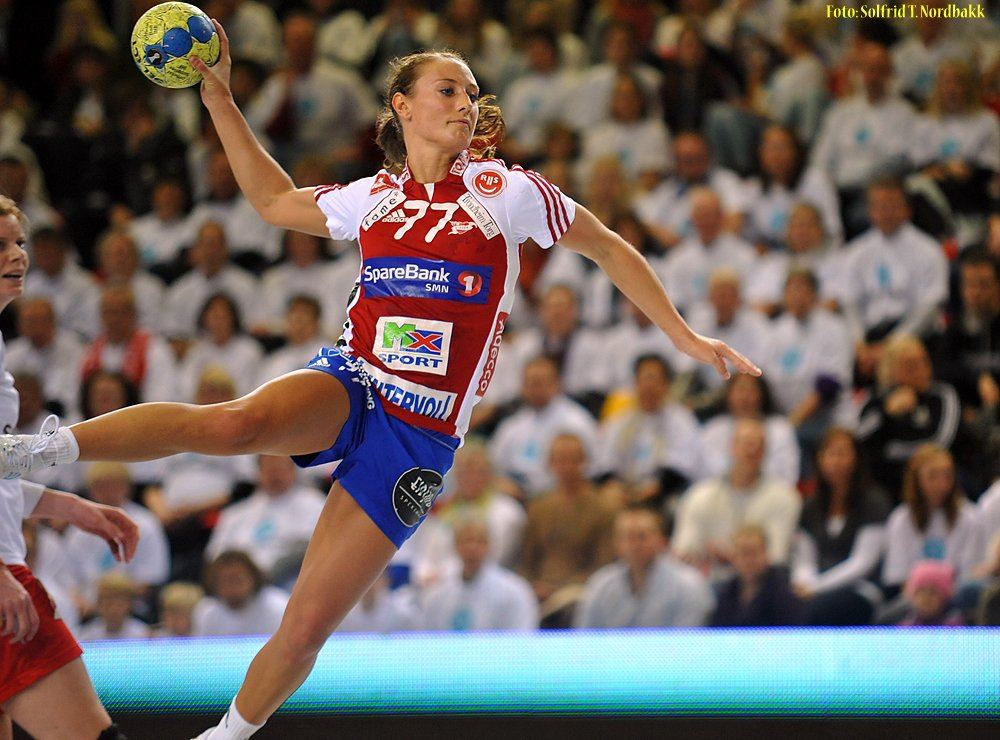
Camilla Herrem avec Larvik en 2009

### En équipe nationale
Camilla Herrem connaît sa première sélection le 5 avril 2006 contre la Suède et totalise fin décembre 2024 951 buts en 332 sélections. Ses résultats en équipe nationale sont :
Jeux olympiques
- médaille d'or aux Jeux olympiques de 2012 à Londres,  Royaume-Uni
- médaille de bronze aux Jeux olympiques de 2016 à Rio de Janeiro,  Brésil
- médaille de bronze aux Jeux olympiques de 2020 à Tokyo,  Japon
- médaille d'or aux Jeux olympiques de 2024 à Londres,  France

Championnats du monde
- troisième du championnat du monde 2009
- vainqueur du championnat du monde 2011
- 5e place du championnat du monde 2013
- vainqueur du championnat du monde 2015
- finaliste du championnat du monde 2017
- 4e place du championnat du monde 2019
- vainqueur du championnat du monde 2021
- finaliste du championnat du monde 2023

Championnats d'Europe
- vainqueur du championnat d'Europe 2008
- vainqueur du championnat d'Europe 2010
- finaliste du championnat d'Europe 2012
- vainqueur du championnat d'Europe 2014
- vainqueur du championnat d'Europe 2016
- 5e place du championnat d'Europe 2018
- vainqueur du championnat d'Europe 2020
- vainqueur du championnat d'Europe 2024

autres
- finaliste du championnat du monde junior en 2005

### En club
compétitions internationales
- vainqueur de la coupe d'Europe des vainqueurs de coupe en 2016 (avec Team Tvis Holstebro)

compétitions nationales
- vainqueur du Championnat de Macédoine du Nord en 2017 (avec ŽRK Vardar Skopje)
- vainqueur de la coupe de Macédoine du Nord en 2017 (avec ŽRK Vardar Skopje)
- vainqueur de la coupe de Roumanie en 2015 (avec HCM Baia Mare)
- vainqueur de la coupe de Norvège en 2008 (avec Byåsen Trondheim)

### Distinctions personnelles
- élue meilleure ailière gauche du championnat du monde (2) 2009[4] et 2019
- élue meilleure ailière gauche du championnat d'Europe en 2016[5]
- élue meilleure ailière gauche de la Ligue des champions  (1) 2017

## Galerie

Camilla Herrem avec l'équipe de Team Tvis Holstebro en 2015-16
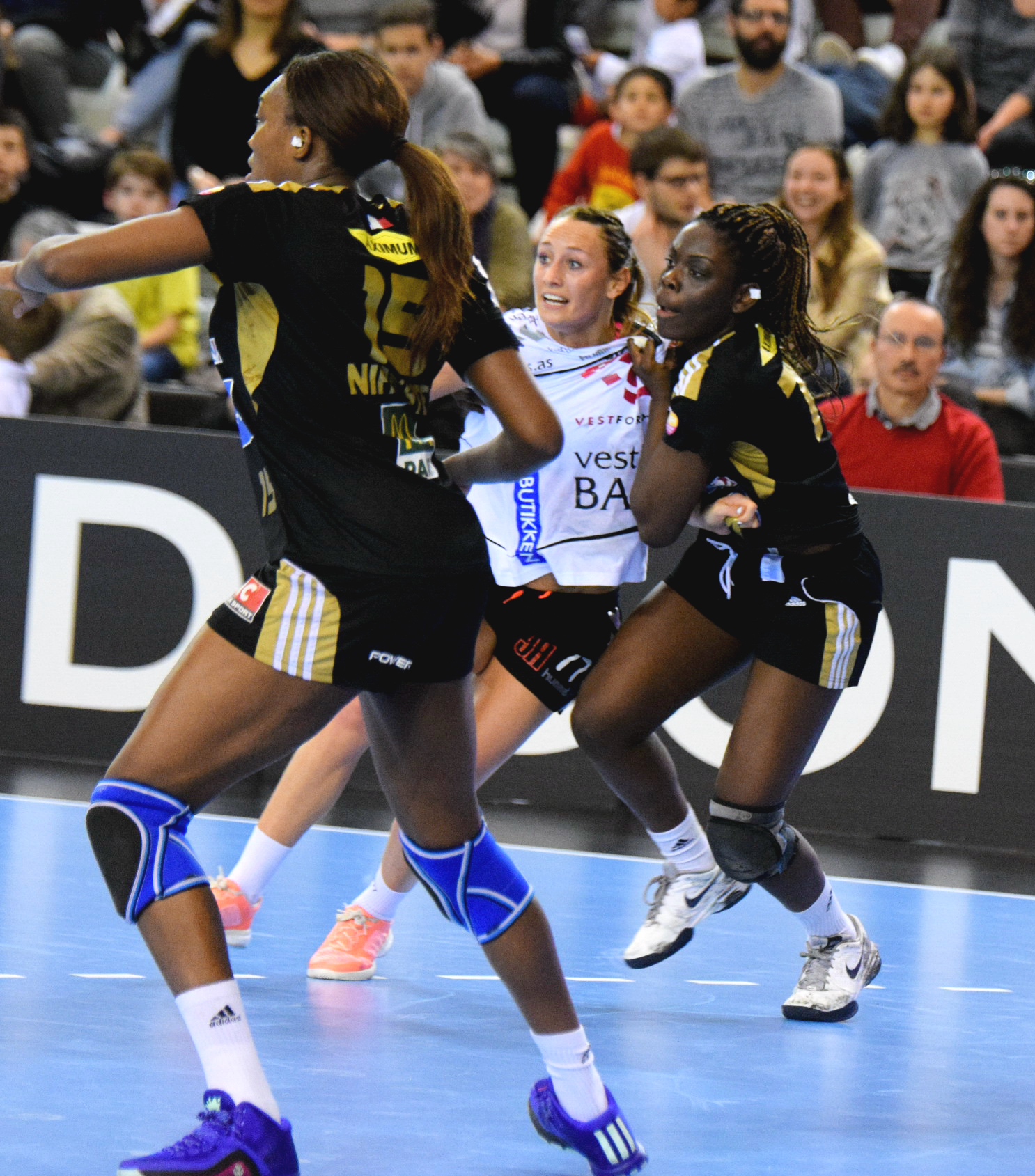
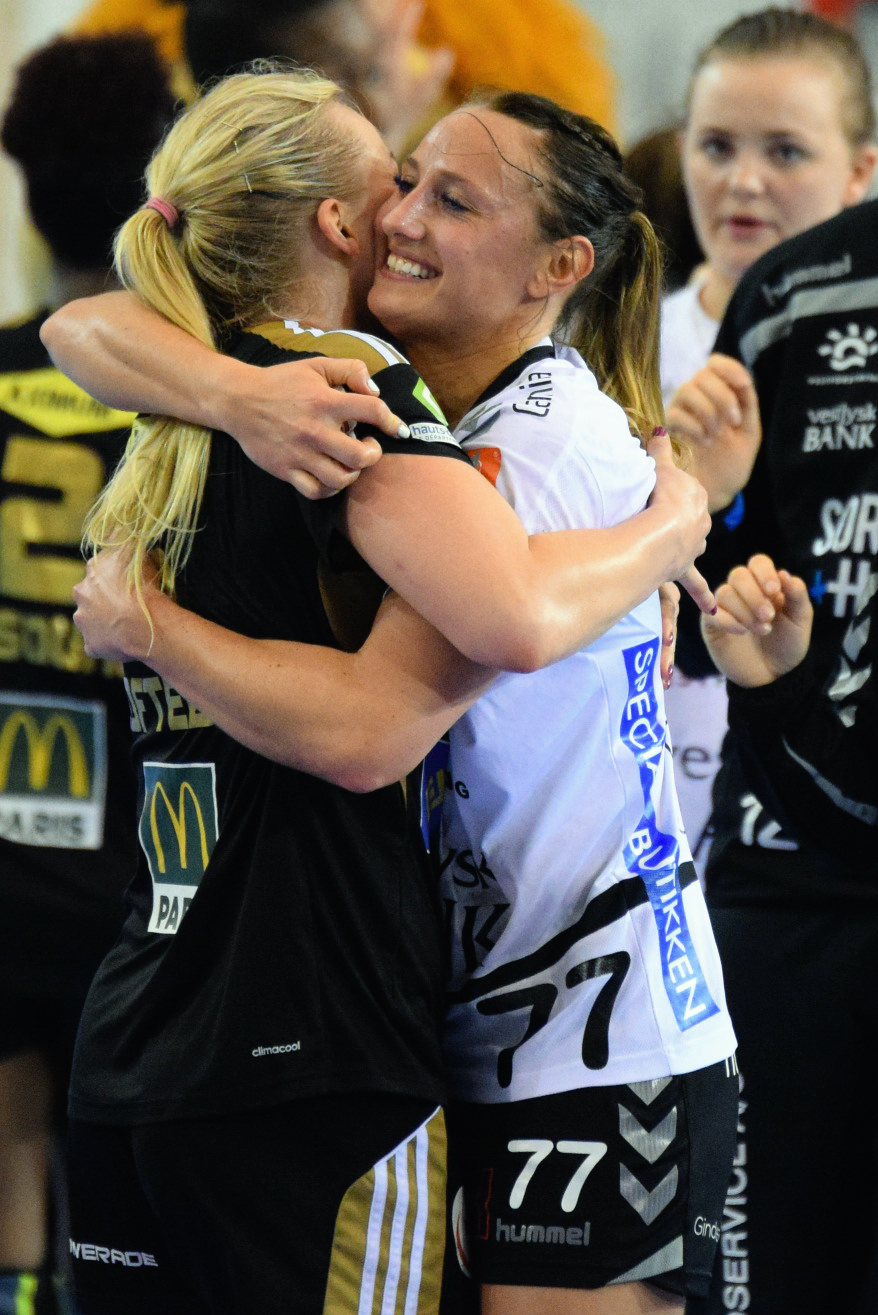
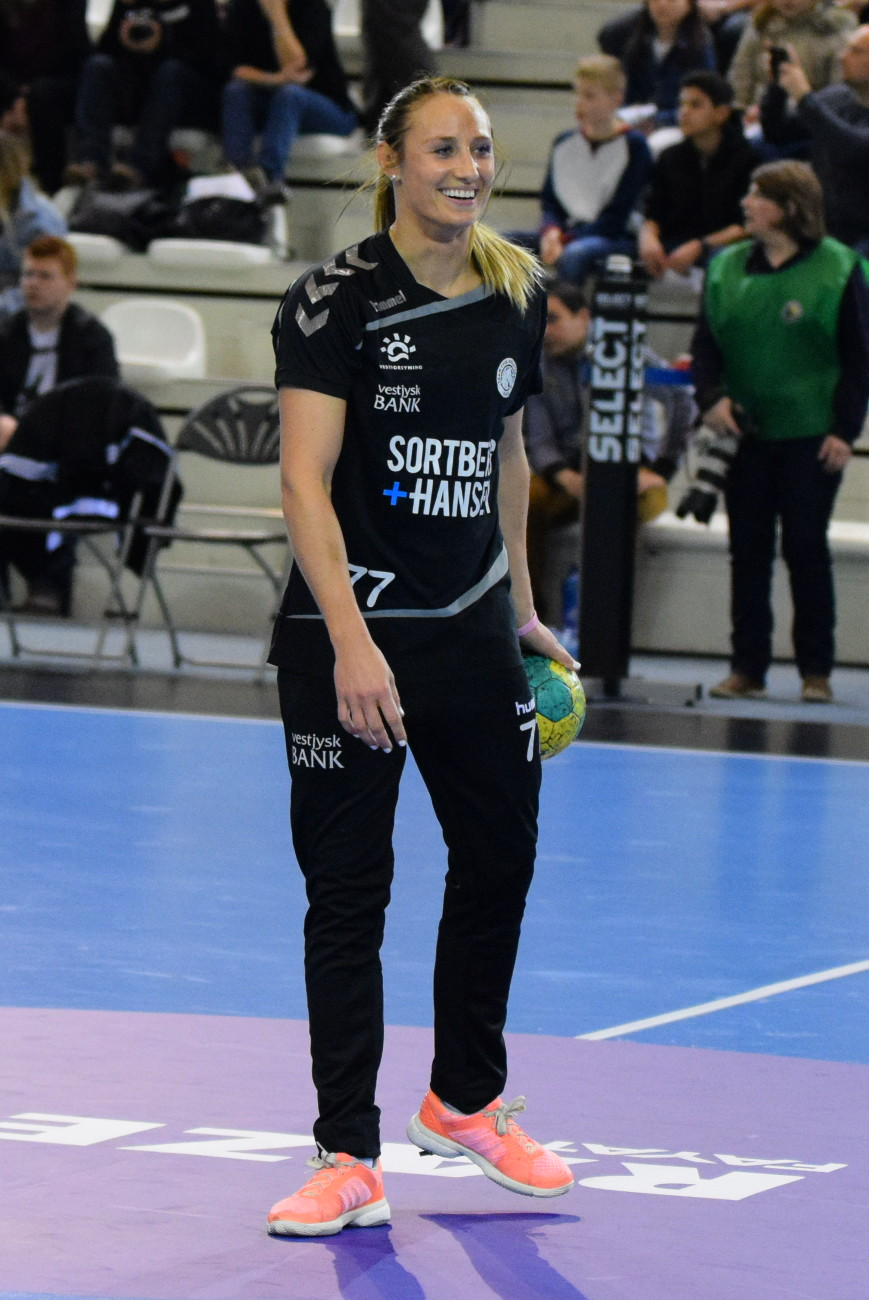
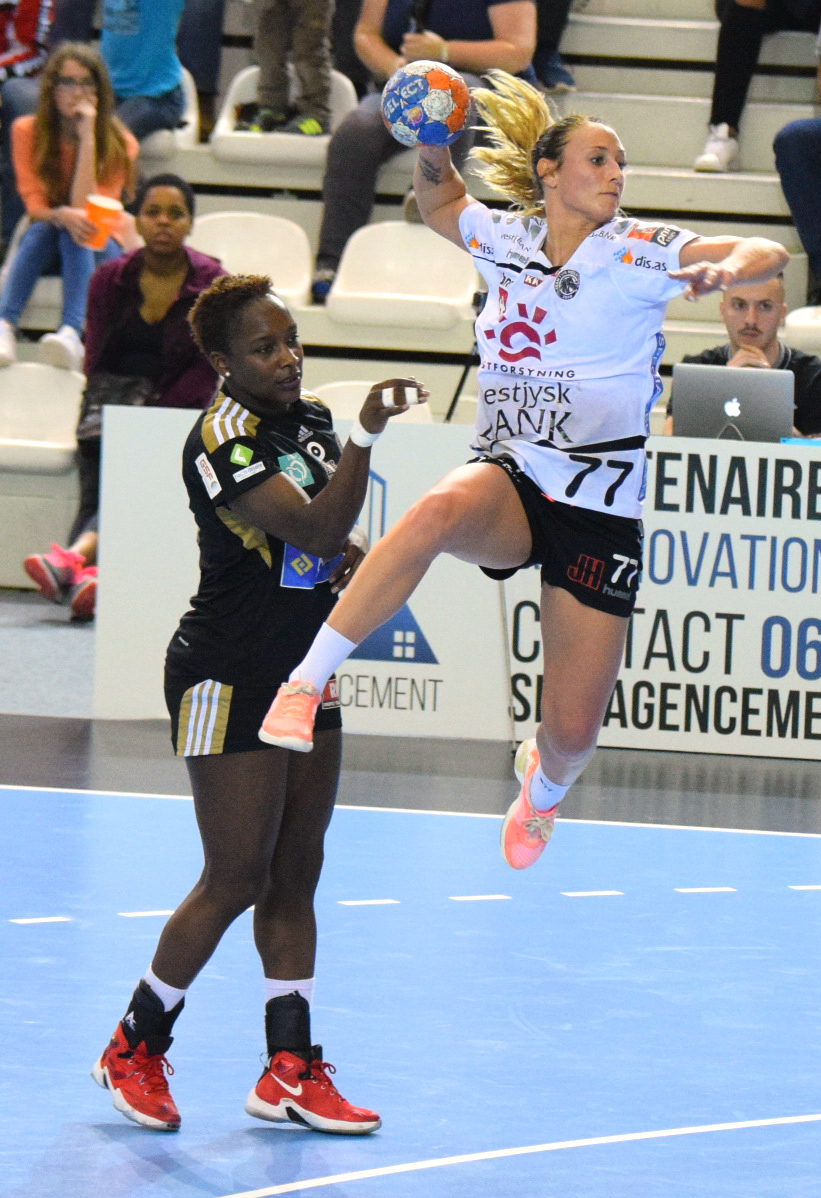